# Cierreux
Cierreux (Zuriss/Zürisz en luxembourgeois) est un village de la commune de Gouvy, en province de Luxembourg, en Belgique. Il compte en 2011 une centaine d'habitants. Il faisait partie, avant la fusion des communes de 1977, de celle de Bovigny.

## Géographie
Le village se situe au nord-est de la commune. Il est traversé à l’Ouest par la N68 qui relie Aix-La-Chapelle à Wemperhardt. On y trouve une ancienne carrière qui se situe dans la commune de Vielsalm. 
Le village se situe entre 400 et 470M d’altitude.

## Patrimoine
L'ancienne tannerie Beaupain et le moulin de Cierreux, bâtiments classés.
Un canal d'abissage a été remis en activité pour une pâture au village de Cierreux, de la commune de Gouvy, et cette technique ardennaise millénaire est en 2023 reconnue patrimoine culturel immatériel de l'humanité par l’Unesco : elle permet d'accroître la production de fourrage du pré de fauche destiné à nourrir moutons et bovins .
| Provedroux | Bêche    | Burtonville |
| Honvelez   | Cierreux | Rogery      |
| Bovigny    | Courtil  | Beho        |

## Transport
4 lignes de bus y passent. La ligne 142 qui relie Trois-Ponts-Rogery-Courtil-Gouvy. La ligne 89 qui relie Vielsalm-Gouvy-Bastogne. La ligne 14/6 qui relie Houffalize-Vielsalm-Beho-Schmiede et la ligne 18/4 qui relie Gouvy-Deiffelt-Beho-Cierreux-Vielsalm.
Dans le temps, le train s’arrêtait à la gare de Cierreux. Mais depuis l’année 1989, il ne s’y arrête plus. La gare la plus proche est celle de Gouvy.